# ديفيد فريدمان
ديفيد فريدمان (بالإنجليزية: David D. Friedman)‏ (و. 1945 – م) هو عالم اقتصاد، وفيزيائي، ومدون، وكاتب، وأستاذ جامعي من الولايات المتحدة الأمريكية .

## بداية حياته
ديفيد فريدمان هو ابن الاقتصاديين روز وميلتون فريدمان. تخرج بامتياز من جامعة هارفارد في عام 1965، بعد حصوله على درجة البكالوريوس في الكيمياء والفيزياء. حصل بعد ذلك على درجة الماجستير (1967) والدكتوراه (1971) في الفيزياء النظرية من جامعة شيكاغو. وعلى الرغم من مهنته متأخرة، وقال انه لم يجر قط فئة للحصول على الائتمان في أي الاقتصاد أو القانون. وهو حاليا أستاذ القانون في جامعة سانتا كلارا، ومحرر مساهم في «مجلة الحرية». فهو ملحد. ابنه، باتري فريدمان، وقد كتب أيضا حول نظرية التحررية ولاسلطوية السوق، ولا سيما في كتابه آلات الحرية (1973)، رسم فريدمان شكل من أشكال الأناركية الرأسمالية حيث جميع السلع والخدمات بما في ذلك القانون في حد ذاته يمكن أن تنتج عن طريق السوق الحرة. هذا يختلف عن الصيغة المقترحة من قبل موراي روثبارد، حيث سيكون أولا وافق مدونة قانونية من قبل الأطراف المشاركة في إنشاء مجتمع اللاسلطوية الرأسمالية. فريدمان يدعو إلى نهج incrementalist لتحقيق اللاسلطوية الرأسمالية الخصخصة التدريجية من المناطق التي الحكومية تشارك في، خصخصة في نهاية المطاف القانون والنظام نفسه. في هذا الكتاب، يعبٍر عن معارضته للثورة اللاسلطوية الرأسمالية.

## التعليم
تلقى تعليمه في جامعة هارفارد، وجامعة شيكاغو